# Закари Квинто
Закари Џон Квинто (енгл. Zachary John Quinto; Питсбург, 2. јун 1977) је амерички глумац и филмски продуцент. Најпознатији је по улогама Сајлара у серији Хероји, Спока у филмском рибуту Звездане стазе и његовим наставцима Звездане стазе: Према тами и Звездане стазе: Изван граница, Чарли Макса у серији Другачија вампирска прича, као и по свом Еми номинованом перформансу у серији Америчка хорор прича: Лудница. Појавио се и у филмовима Позив упозорења, Који ти је број?, Хитмен: Агент 47, Сноуден и Хотел Артемида.